# David Díaz (basket-ball)
Pour les articles homonymes, voir David Díaz.
David Díaz, né le 6 septembre 1964, dans l'État d'Aragua, au Venezuela, est un ancien joueur vénézuélien de basket-ball. Il évolue durant sa carrière au poste d'arrière.

## Palmarès
- Finaliste du championnat des Amériques 1992